# Båstanäs naturreservat
Båstanäs naturreservat är ett naturreservat i Årjängs kommun i Värmlands län.
Området är naturskyddat sedan 2020 och är 105 hektar stort. Reservatet ligger söder om Töcksfors vid västra stranden av sjön Foxen                                                             och består av gammal, lövrik granskog med lövträd och tallskog.